# Jake Atlas
Kenny Marquez, meglio conosciuto con il ring name Jake Atlas (El Monte, 5 ottobre 1994), è un wrestler statunitense.
Tra il 2018 e il 2021 è stato sotto contratto con la WWE, mentre dal 2021 al 2022 è stato sotto contratto con la All Elite Wrestling.

## Carriera

### Circuito indipendente (2016–2017)
Residente da sempre in California, Marquez iniziò ad allenarsi alla Santino Bros. Wrestling Academy, debuttando sul ring il 6 agosto 2016 con il ring name di Jake Atlas. Si esibì in numerose federazioni indipendenti della California, come la Orange County Championship Wrestling, Empire Wrestling Federation, Baja Star's USA, Championship Wrestling from Hollywood e All Pro Wrestling. Riuscì a conquistare l'APW Universal Heavyweight Title e lo Junior Heavyweight Title mentre nella Santino Bros, riuscì a vincere l'SBW Championship.

### WWE (2019–2021)

#### NXTe205 Live(2019–2021)
Prima di apparire in WWE, Marquez aveva fatto un'apparizione con Stephanie McMahon in un episodio di Celebrity Undercover Boss nel 2018. Il 23 ottobre 2019, poi, Marquez firmò con la WWE. Nella puntata di NXT del 1º aprile 2020 Marquez, con il ringname Jake Atlas, fece il suo debutto nello show venendo sconfitto da Dexter Lumis. Il 12 aprile venne annunciato che Atlas avrebbe partecipato ad un torneo tra NXT e 205 Live per determinare il nuovo detentore ad interim dell'NXT Cruiserweight Championship. Nella puntata di NXT del 22 aprile Atlas sconfisse Drake Maverick nel primo turno di tale torneo. Nella puntata di NXT del 6 maggio Atlas venne sconfitto da Kushida nel secondo turno del torneo. Nella puntata di NXT del 13 maggio Atlas sconfisse Tony Nese nel terzo turno del torneo, risultando alla pari con Kushida e Maverick. Nella puntata di NXT del 27 maggio Atlas partecipò ad un Triple Threat match che includeva anche Drake Maverick e Kushida per determinare il finalista per l'NXT Cruiserweight Championship ma il match venne vinto da Maverick. Nella puntata speciale NXT Halloween Havoc del 28 ottobre Atlas venns sconfitto dall'NXT Cruiserweight Champion Santos Escobar in un match non titolato. Nella puntata di NXT dell'11 novembre Atlas affrontò nuovamente Escobar, questa volta per l'NXT Cruiserweight Championship, ma venne sconfitto. Nella puntata di NXT del 13 gennaio 2021 Atlas e Isaiah "Swerve" Scott vennero sconfitti dagli MSK negli ottavi di finale del Dusty Rhodes Tag Team Classic.
Il 6 agosto venne licenziato dalla WWE.

### Circuito indipendente (2021)
Dopo aver lasciato la WWE, apparve nella Game Changer Wrestling durante l'evento Effy's Big Gay Brunch Chicago sconfiggendo Effy.

### Ring of Honor (2021)
Il 3 settembre 2021 apparve all'evento della Ring of Honor Death Before Dishonor XVIII dove perse contro Taylor Rust. Poco tempo dopo, però, annunciò il suo ritiro dal wrestling per curare alcuni problemi di natura mentale.

### All Elite Wrestling (2021–2022)
Il 28 dicembre, durante le registrazioni di AEW Dark, Atlas apparve facendo il suo ritorno sul ring nella All Elite Wrestling e stringendo la mano a Tony Khan, presidente della compagnia.
Nel maggio del 2022 venne licenziato dalla AEW dopo accuse di violenza domestica.

## Vita privata
Marquez è dichiaratamente omosessuale nonché fiero rappresentante della comunità LGBT.

## Personaggio

### Mosse finali
- Rainbow DDT (Carwheel DDT dalle corde)

### Musiche d'ingresso
- Dubclock dei CFO$ (WWE; 2020)
- Stand Strong (WWE Edit) di Ruste Juxx & The Arcitype feat. Sarah Miller  (WWE; 2020)
- Hold Your Ground dei def rebel feat. Killa B (WWE; 2021)

## Titoli e riconoscimenti
- All Pro Wrestling
  - APW Junior Heavyweight Championship (1)
  - APW Universal Heavyweight Championship (1)
- PCW ULTRA
  - PCW ULTRA Light Heavyweight Championship (1)
- Pro Wrestling Illustrated
  - 169º tra i 500 migliori wrestler singoli nella PWI 500 (2020)
- Santino Bros. Wrestling
  - SBW Championship (1)